# Cabarroguis

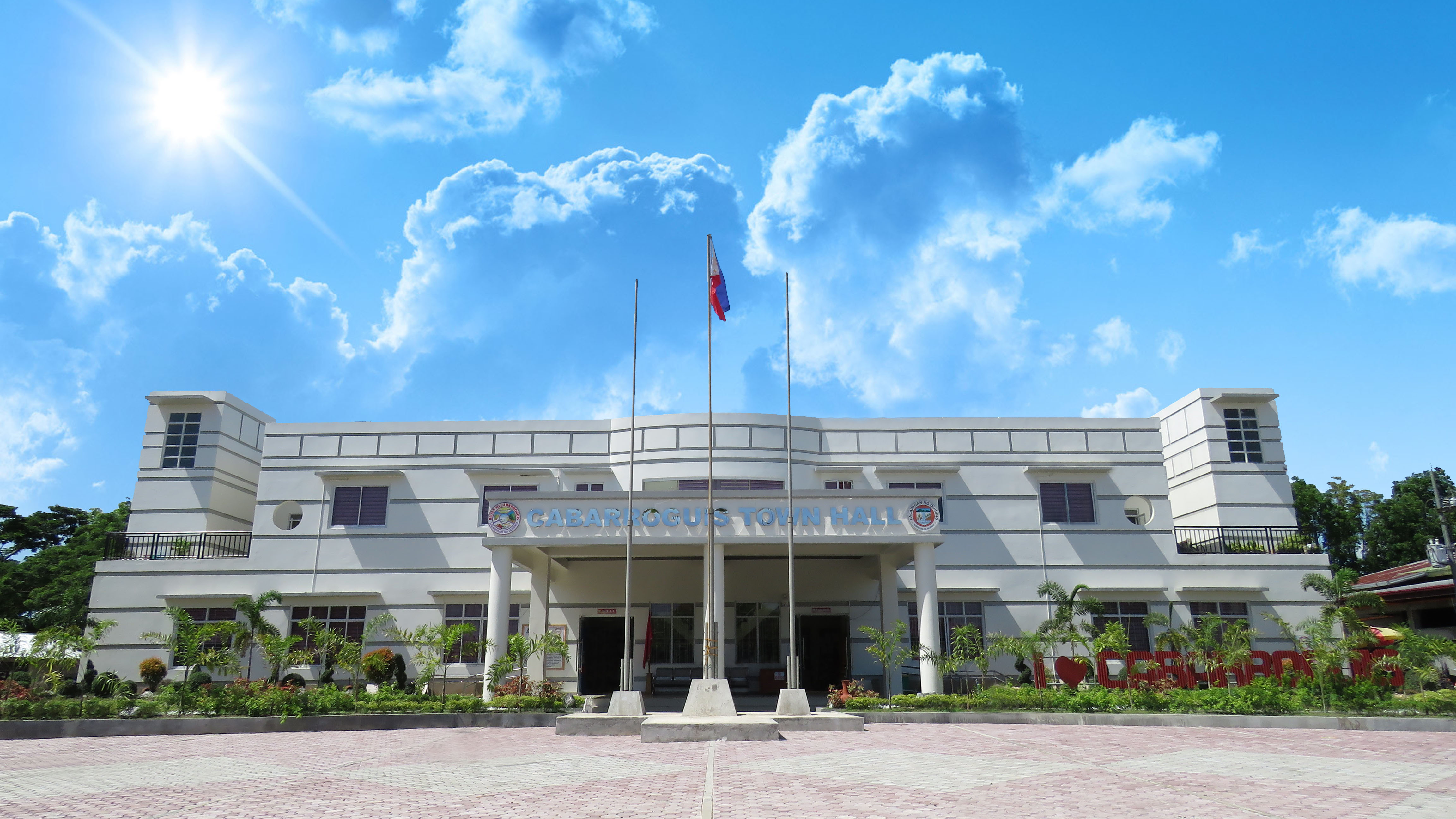
Mairie de Cabarroguis

Cabarroguis est une ville de 3e classe, capitale de la province de Quirino aux Philippines. Selon le recensement de 2010 elle est peuplée de 29 395 habitants.

## Barangays
Cabarroguis est divisée en 17 barangays.
- Banuar
- Burgos
- Calaocan
- Del Pilar
- Dibibi
- Eden
- Gundaway
- Mangandingay
- San Marcos
- Villamor
- Zamora
- Villarose
- Villa Peña
- Dingasan
- Tucod
- Gomez
- Santo Domingo

## Démographie
| Année | Habitants | Évolution |
| ----- | --------- | --------- |
| 1995  | 22 812    | -         |
| 2000  | 25 832    | 13,24 %   |
| 2007  | 28 024    | 8,49 %    |
| 2010  | 29 395    | 4,89 %    |